# Visual Concepts
Visual Concepts est un studio de développement de jeux vidéo basé à San Rafael en Californie. La société comporte huit autres studios dans le monde. L'entreprise développe principalement des jeux vidéo de sport sous le label 2K de la division 2K Sports.

## Jeux développés par Visual Concepts

### 1989 – 2004
| Années | Titre                                            | Plateforme(s)                                     |
| ------ | ------------------------------------------------ | ------------------------------------------------- |
| 1989   | Gnarly Golf                                      | Apple IIGS                                        |
| 1989   | Great Western Shootout                           | Apple IIGS                                        |
| 1990   | Designasaurus II                                 | MS-DOS                                            |
| 1990   | Pipe Mania                                       | Apple IIGS                                        |
| 1990   | Task Force                                       | Apple IIGS                                        |
| 1990   | Trog                                             | Nintendo Entertainment System                     |
| 1992   | McDonaldland (jeu vidéo)                         | Game Boy                                          |
| 1992   | Spot: The Cool Adventure                         | Game Boy                                          |
| 1992   | Star Trek: 25th Anniversary                      | Game Boy                                          |
| 1992   | Desert Strike: Return to the Gulf                | Super Nintendo Entertainment System               |
| 1993   | Bill Walsh College Football                      | Super Nintendo Entertainment System               |
| 1993   | ClayFighter                                      | Super Nintendo Entertainment System               |
| 1993   | Harley's Humongous Adventure                     | Super Nintendo Entertainment System               |
| 1993   | Madden NFL '94                                   | Super Nintendo Entertainment System               |
| 1993   | Taz-Mania                                        | Super Nintendo Entertainment System               |
| 1993   | We're Back! A Dinosaur's Story                   | Super Nintendo Entertainment System               |
| 1994   | Claymates                                        | Super Nintendo Entertainment System               |
| 1994   | Dominus                                          | MS-DOS                                            |
| 1994   | Lester the Unlikely                              | Super Nintendo Entertainment System               |
| 1994   | Madden NFL '95                                   | Super Nintendo Entertainment System               |
| 1994   | MLBPA Baseball                                   | Super Nintendo Entertainment System               |
| 1994   | NHL 95                                           | Super Nintendo Entertainment System               |
| 1994   | Nickelodeon Guts                                 | Super Nintendo Entertainment System               |
| 1995   | Toughman Contest                                 | Sega Genesis                                      |
| 1995   | Weaponlord                                       | Sega Genesis, Super Nintendo Entertainment System |
| 1995   | Viewpoint                                        | PlayStation                                       |
| 1996   | NHL 97                                           | PlayStation, Sega Saturn                          |
| 1997   | NBA Action 98                                    | Microsoft Windows, Sega Saturn                    |
| 1997   | NBA Fastbreak '98                                | PlayStation                                       |
| 1998   | One                                              | PlayStation                                       |
| 1999   | NBA 2K                                           | Dreamcast                                         |
| 1999   | NFL 2K                                           | Dreamcast                                         |
| 1999   | NHL 2K                                           | Dreamcast                                         |
| 2000   | NBA 2K1                                          | Dreamcast                                         |
| 2000   | NFL 2K1                                          | Dreamcast                                         |
| 2000   | NHL 2K1                                          | Dreamcast                                         |
| 2001   | Floigan Bros.                                    | Dreamcast                                         |
| 2001   | NBA 2K2                                          | Dreamcast, GameCube, PlayStation 2, Xbox          |
| 2001   | NCAA College Football 2K2: Road to the Rose Bowl | Dreamcast                                         |
| 2001   | NFL 2K2                                          | Dreamcast, PlayStation 2, Xbox                    |
| 2001   | NHL 2K2                                          | Dreamcast, PlayStation 2, Xbox                    |
| 2001   | Ooga Booga                                       | Dreamcast                                         |
| 2001   | World Series Baseball 2K2                        | Dreamcast, Xbox                                   |
| 2002   | NBA 2K3                                          | GameCube, PlayStation 2, Xbox                     |
| 2002   | NCAA College Basketball 2K3                      | GameCube, PlayStation 2, Xbox                     |
| 2002   | NCAA College Football 2K3                        | GameCube, PlayStation 2, Xbox                     |
| 2002   | NFL 2K3                                          | GameCube, PlayStation 2, Xbox                     |
| 2002   | NHL 2K3                                          | GameCube, PlayStation 2, Xbox                     |
| 2002   | Sega Soccer Slam                                 | GameCube, PlayStation 2, Xbox                     |
| 2002   | ToeJam & Earl III: Mission to Earth              | Xbox                                              |
| 2003   | ESPN College Hoops                               | PlayStation 2, Xbox                               |
| 2003   | ESPN NBA Basketball                              | PlayStation 2, Xbox                               |
| 2003   | ESPN NHL Hockey                                  | PlayStation 2, Xbox                               |
| 2003   | ESPN NFL Football                                | PlayStation 2, Xbox                               |
| 2003   | World Series Baseball 2K3                        | PlayStation 2, Xbox                               |
| 2004   | ESPN College Hoops 2K5                           | PlayStation 2, Xbox                               |
| 2004   | ESPN NBA 2K5                                     | PlayStation 2, Xbox                               |
| 2004   | ESPN NFL 2K5                                     | PlayStation 2, Xbox                               |
| 2004   | ESPN NHL 2K5                                     | PlayStation 2, Xbox                               |
| 2004   | ESPN Major League Baseball                       | PlayStation 2, Xbox                               |

### 2005 – Présent
| Années | Titre                                           | Plateforme(s)                                                                                      | Notes                        |
| ------ | ----------------------------------------------- | -------------------------------------------------------------------------------------------------- | ---------------------------- |
| 2005   | College Hoops 2K6                               | PlayStation 2, Xbox, Xbox 360                                                                      |                              |
| 2005   | Major League Baseball 2K5                       | PlayStation 2, Xbox                                                                                | Assiste Kush Games           |
| 2005   | Major League Baseball 2K5: World Series Edition | PlayStation 2, Xbox                                                                                | Assiste Kush Games           |
| 2005   | NBA 2K6                                         | PlayStation 2, Xbox, Xbox 360                                                                      |                              |
| 2005   | NHL 2K6                                         | PlayStation 2, Xbox, Xbox 360                                                                      | Assiste Kush Games           |
| 2006   | College Hoops 2K7                               | PlayStation 2, PlayStation 3, Xbox, Xbox 360                                                       |                              |
| 2006   | Major League Baseball 2K6                       | GameCube, PlayStation 2, PlayStation Portable, Xbox, Xbox 360                                      | Assiste Kush Games           |
| 2006   | NBA 2K7                                         | PlayStation 2, PlayStation 3, Xbox, Xbox 360                                                       |                              |
| 2006   | NHL 2K7                                         | PlayStation 2, PlayStation 3, Xbox, Xbox 360                                                       | Assiste Kush Games           |
| 2007   | All-Pro Football 2K8                            | PlayStation 3, Xbox 360                                                                            |                              |
| 2007   | College Hoops 2K8                               | PlayStation 2, PlayStation 3, Xbox 360                                                             |                              |
| 2007   | Fantastic Four: Rise of the Silver Surfer       | PlayStation 3, Xbox 360                                                                            |                              |
| 2007   | Major League Baseball 2K7                       | PlayStation 2, PlayStation 3, PlayStation Portable, Xbox, Xbox 360                                 | Assiste Kush Games           |
| 2007   | NBA 2K8                                         | PlayStation 2, PlayStation 3, Xbox 360                                                             |                              |
| 2007   | NHL 2K8                                         | PlayStation 2, PlayStation 3, Xbox 360                                                             | Assiste 2K Los Angeles       |
| 2007   | The Bigs                                        | PlayStation 2, PlayStation 3, PlayStation Portable, Wii, Xbox 360                                  | Assiste Blue Castle Games    |
| 2008   | Major League Baseball 2K8                       | PlayStation 2, PlayStation 3, PlayStation Portable, Xbox 360                                       | Assiste 2K Los Angeles       |
| 2008   | NBA 2K9                                         | Microsoft Windows, PlayStation 2, PlayStation 3, Xbox 360                                          |                              |
| 2008   | NHL 2K9                                         | PlayStation 2, PlayStation 3, Wii, Xbox 360                                                        |                              |
| 2009   | Major League Baseball 2K9                       | Microsoft Windows, PlayStation 2, PlayStation 3, Xbox 360                                          |                              |
| 2009   | NBA 2K10                                        | Microsoft Windows, PlayStation 2, PlayStation 3, Wii, Xbox 360                                     |                              |
| 2009   | NBA 2K10: Draft Combine                         | PlayStation 3, Xbox 360                                                                            |                              |
| 2009   | NHL 2K10                                        | PlayStation 2, PlayStation 3, Wii, Xbox 360                                                        |                              |
| 2010   | Major League Baseball 2K10                      | Microsoft Windows, PlayStation 3, Xbox 360                                                         |                              |
| 2010   | NBA 2K11                                        | Microsoft Windows, PlayStation 2, PlayStation 3, Wii, Xbox 360                                     |                              |
| 2010   | NHL 2K11                                        | Wii                                                                                                |                              |
| 2011   | Major League Baseball 2K11                      | Microsoft Windows, PlayStation 3, Wii, Xbox 360                                                    |                              |
| 2011   | NBA 2K12                                        | Microsoft Windows, PlayStation 3, Wii, Xbox 360                                                    |                              |
| 2012   | Major League Baseball 2K12                      | Microsoft Windows, PlayStation 3, Xbox 360                                                         |                              |
| 2012   | MyNBA 2K                                        | Android, iOS                                                                                       |                              |
| 2012   | NBA 2K13                                        | Microsoft Windows, PlayStation 3, Wii U, Xbox 360                                                  |                              |
| 2012   | NBA 2K MyLife                                   | Facebook Platform                                                                                  |                              |
| 2013   | Major League Baseball 2K13                      | PlayStation 3, Xbox 360                                                                            |                              |
| 2013   | NBA 2K14                                        | Android, Fire OS, iOS, Microsoft Windows, PlayStation 3, PlayStation 4, Xbox 360, Xbox One         |                              |
| 2013   | WWE 2K14                                        | PlayStation 3, Xbox 360                                                                            | Assiste Yuke's               |
| 2014   | NBA 2K15                                        | Android, Fire OS, iOS, Microsoft Windows, PlayStation 3, PlayStation 4, Xbox 360, Xbox One         |                              |
| 2014   | NHL 2K                                          | Android, iOS                                                                                       | Assiste Virtuos              |
| 2014   | WWE 2K15                                        | Microsoft Windows, PlayStation 3, PlayStation 4, Xbox 360, Xbox One                                | Assiste Yuke's               |
| 2015   | NBA 2K16                                        | Android, iOS, Microsoft Windows, PlayStation 3, PlayStation 4, Xbox 360, Xbox One                  |                              |
| 2015   | WWE 2K16                                        | Microsoft Windows, PlayStation 3, PlayStation 4, Xbox 360, Xbox One                                | Assiste Yuke's               |
| 2016   | NBA 2K17                                        | Android, iOS, Microsoft Windows, PlayStation 3, PlayStation 4, Xbox 360, Xbox One                  |                              |
| 2016   | NBA 2K17: The Prelude                           | PlayStation 4, Xbox One                                                                            |                              |
| 2016   | NBA 2KVR Experience                             | Android, Microsoft Windows, PlayStation 4                                                          | Assiste Specular Interactive |
| 2016   | WWE 2K17                                        | Microsoft Windows, PlayStation 3, PlayStation 4, Xbox 360, Xbox One                                | Assiste Yuke's               |
| 2017   | NBA 2K18                                        | Android, iOS, Microsoft Windows, Nintendo Switch, PlayStation 3, PlayStation 4, Xbox 360, Xbox One |                              |
| 2017   | NBA 2K18: The Prelude                           | PlayStation 4, Xbox One                                                                            |                              |
| 2017   | WWE 2K18                                        | Microsoft Windows, PlayStation 4, Xbox One                                                         | Assiste Yuke's               |
| 2018   | NBA 2K19                                        | Android, iOS, Microsoft Windows, Nintendo Switch, PlayStation 4, Xbox One                          |                              |
| 2018   | NBA 2K19: The Prelude                           | PlayStation 4, Xbox One                                                                            |                              |
| 2018   | WWE 2K19                                        | Microsoft Windows, PlayStation 4, Xbox One                                                         | Assiste Yuke's               |
| 2019   | NBA 2K20                                        | Stadia, Microsoft Windows, Nintendo Switch, PlayStation 4, Xbox One                                |                              |
| 2019   | WWE 2K20                                        | Microsoft Windows, PlayStation 4, Xbox One                                                         |                              |
| 2020   | NBA 2K21                                        | Stadia, Microsoft Windows, Nintendo Switch, PlayStation 4, Xbox One                                |                              |
| 2020   | WWE 2K21                                        | | Annulé                       |
| 2021   | NBA 2K22                                        | Microsoft Windows, PlayStation 4, Xbox One, Playstation 5, Xbox Series                             |                              |
| 2021   | WWE 2K22                                        | Microsoft Windows, PlayStation 4, Xbox One                                                         |                              |